# Championnats de France de natation 1900
Navigation
1899 1901
Les Championnats de France de natation en grand bassin 1900 sont les deuxièmes de l'histoire de la natation française.  
Trois épreuves furent programmées : le 100 m disputé dans les bains Deligny, le 400 m en eau de mer à Dieppe et le 500 m à Courbevoie. 

## Podiums

### Hommes
| Discipline   | Or                                        | Temps        | Argent | Temps | Bronze | Temps |
| Nage libre   |                                           |              |        |       |        |       |
| 100 m        | B. Ferret Libellule de Paris              | 1 min 23 s 8 | ?      | -     | ?      | -     |
| 400 m en mer | Louis Martin Pupilles de Neptune de Lille | 8 min 37 s 4 | ?      | -     | ?      | -     |
| 500 m        | Jules Clévenot Libellule de Paris         | 8 min 28 s   | ?      | -     | ?      | -     |